# Khorasan Settentrionale
Il Khorasan Settentrionale (in persiano: خراسان شمالی, Khorāsān Shamālī) è una delle trentuno province dell'Iran, con capoluogo Bojnurd.

## Geografia antropica

### Suddivisioni amministrative
La regione è suddivisa in 8 shahrestān:
- Shahrestān di Bojnurd
- Shahrestān di Esfarayen
- Shahrestān di Faruj
- Shahrestān di Garmeh
- Shahrestān di Jajarm
- Shahrestān di Maneh va Samalqan
- Shahrestān di Raz e Jargalan
- Shahrestān di Shirvan